# Воронецкий, Фома Сильвестрович
Фома Сильвестрович Воронецкий (бел. Фама Сільвестравіч Варане́цкі; 23 марта 1938 года, Трясковщина, Белорусская ССР — 29 ноября 2022 года, Минск, Республика Беларусь) — советский и белорусский актёр театра и кино. Заслуженный артист Белорусской ССР (1990).

## Биография
Родился в деревне Трясковщина Минского района Белорусской ССР.
В 1961 году окончил Белорусский театрально-художественный институт. Работал в нескольких театрах СССР. Некоторое время служил также в Калужском драмтеатре.
С 1971 года — актёр Театра им. Янки Купалы.
С 1990 года преподавал в Белорусской академии искусств, профессор БГАИ (среди известных учеников — Юлия Кадушкевич).
Ушёл из жизни 29 ноября 2022 года.